# Kåfjord (Nordkapp)
Kåfjord ist das einzige festländische Dorf der Kommune Nordkapp im norwegischen Fylke (Provinz) Finnmark.

## Lage
Der Ort liegt im Nordosten der Porsanger-Halbinsel (norwegisch: Porsangerhalvøya), am östlichen Ufer des Kåfjords (nordsamisch: Gávkevuotna), einem etwa 4,5 km langen Fjord südlich gegenüber der Insel Magerøya, auf der die übrigen Siedlungen der Gemeinde Nordkapp liegen, und unmittelbar westlich des Eingangs zum großen Porsangerfjord.

## Verkehr
Bis zur Einweihung des 6870 Meter langen Nordkaptunnels auf der Europastraße 69 im Jahre 1999 war Kåfjord der südliche Endpunkt der Fährverbindung vom Festland nach Honningsvåg und dem Nordkap auf der Insel Magerøya.
Der Fähranleger war erst 1977 fertiggestellt worden. Zugleich hatte man die bereits seit zumindest 1949 geplante Straße von Repvåg nach Kàfjord, als Verlängerung der Straße Smørfjord-Repvåg, gebaut.